# A5303H
A5303H（えーごーさんぜろさんえいち）は、日立製作所が開発・製造し、KDDIおよび沖縄セルラー電話の各auブランドで発売した携帯電話である。マイナーチェンジバージョンの「A5303H II」も発売された。

## 概要
A5301Tと同様、KDDIが2002年9月にサービスを開始した「ムービーメール」に対応の端末。
A5302CAと共に、世界初のEZ着うた対応端末であり、同時に世界初の着うたコンテンツであり、
同時期のauのCMソングでもあったCHEMISTRYのMy Gift to Youがプリセットされている。
アプリケーションプロセッサにSH-mobileを搭載し、従来実行速度が遅延とされていたEZアプリ (Java)
の高速化や「ezmovie」の動作速度改善などが図られている。
また、ムービー撮影可能なau電話機としては3台目の端末である。発表はA5302CAと同時に行われた。
日立製作所製の1XはA5303H IIが最後となっている。

## A5303H IIでの変更点
- 連写機能の追加等、カメラ機能の改善
- モバイルライトの追加
- ezplusや動画撮影機能などの起動高速化
- サウンドエフェクト機能の追加
- 内蔵スピーカーの高音質化（それに伴いプリセットされる着うたがM-FLO loves Crystal Kayの「REEEWIND!」に変更）

## 対応サービス
- フォトメール
- ムービーメール
- EZ「着うた」
- EZムービー
- EZ@Navi
  - EZムービー・EZ「着うた」には音響エフェクト機能を利用できる。迫力のある音声やムービーが楽しめる（A5303H Ⅱのみ）。